# Debelo Brdo (Žepče, BiH)
Debelo Brdo je naseljeno mjesto u sastavu općine Žepče, FBiH, BiH. Do 2001. godine naselje se nalazilo u sastavu općine Zavidovići.

## Stanovništvo
Nacionalni sastav stanovništva 1991. godine, bio je sljedeći:
ukupno: 282
- Hrvati - 243
- Muslimani - 31
- Srbi - 1
- Jugoslaveni - 5
- ostali, neopredijeljeni i nepoznato - 2